# أيبل 1835
أيبل 1835 (بالإنجليزية: Abell 1835) في علم الفلك ، هو تجمع مجرات في كوكبة العذراء ويبعد عن الأرض نحو 1000 مليون فرسخ فلكي؛ وهو من نوع تجمع سي دي . يبدي تجمع مجرات أيبل 1835 ما يسمى تدفق تبريد بالغ الكتلة وهو أحد أشد عناقيد المجرات إضدارا للأشعة السينية ، وتبلغ شدة لمعان الاشعة السينية في نطاق الطاقة بين 2 إلى 10 كيلو إلكترون فولت.

## Abell 1835 IR1916
هذا الاسم يختص بأحد المجرات المكتشفة عن طريق عنقود مجرات العذراء، ويتألف الاسم من اسم أيبل 1835 وهو عنقود مجرات العذراء وأي آر 1916 : وهي المجرة المعنية وتدل أي آر على أن المجرة قد رصدت في نطاق الأشعة تحت الحمراء . اكتشفت تلك المجرة في عام 2004 وكان انزياحها الأحمر z = 10 ، واستخدم لرصدها عنقود مجرات أبل 1835 الذي عملت جاذبية مجراته كعدسة جاذبية. عدسة الجاذبية تضخم صورة ما ورائها من أجرام سماوية، إلا أنها تشوهها فتبدو موزعة دائريا في أقواس منفصلة ؛ وتظهر تلك الأقواس بسبب انحراف أشعة الضوء الآتية من جرم سماوي خلف العنقود النجمي تحت تأثير كتل مجرات العنقود . ولكن يمكن عن طريق الرصد معرفة بُعد تلك الأجرام البعيدة عنا وحالة حركتها من حيث هل هي تتحرك في اتجاهنا أم تتحرك في الاتجاه المضاد وتبتعد عنا . وطبقا للمشاهدات وجد أن المجرة Abell 1835 IR1916
هي أبعد المجرات المكتشفة عنا حتى عام 2004 .
 ولكن المشاهدات التي تبعت المشاهدات الأولى لم تؤيد أن انزياحها الأحمر يبلغ z=10 ، بل أقل ولا يزال البحث العلمي بشأنها قائما.

## أقرأ أيضا
- أيبل 520
- أيبل 370
- كتالوج أبل
- أيبل 1689
- عنقود الأسد المجري
- عنقود كوما المجري
- تدفق تبريد

## وصلات خارجية
- أيبل 1835 على موقع ويكي سكاي: DSS2, SDSS, GALEX, IRAS, Hydrogen α, X-Ray, Astrophoto, Sky Map, Articles and images